# Somerton (Arizona)
Pour les articles homonymes, voir Somerton.
Somerton est une ville américaine du comté de Yuma, en Arizona. Fondée en 1898, la ville est incorporée en 1918.

## Géographie
En 2010, la municipalité s'étend sur 7,3 milles carrés (18,91 km2), dont 7,29 milles carrés (18,88 km2) de terres.

## Démographie
Selon les estimations du Bureau du recensement des États-Unis, la ville compte 15 048 habitants en 2015, en hausse de 5 % par rapport aux 14 287 habitants recensés en 2010. Selon les chiffres de 2010, 95,9 % de la population est hispanique et 39,1 % des habitants sont nés à l'étranger.
| Groupe            | Somerton | Arizona | États-Unis |
| ----------------- | -------- | ------- | ---------- |
| Blancs            | 64,4     | 73,0    | 72,4       |
| Autres            | 31,2     | 12,1    | 6,4        |
| Métis             | 2,4      | 3,4     | 2,9        |
| Afro-Américains   | 0,9      | 4,1     | 12,6       |
| Amérindiens       | 0,8      | 4,6     | 0,9        |
| Asiatiques        | 0,4      | 2,8     | 4,8        |
| Total             | 100      | 100     | 100        |
|                   |          |         |            |
| Latino-Américains | 96,0     | 29,7    | 16,7       |

Selon l'American Community Survey, pour la période 2011-2015, 85,40 % de la population âgée de plus de 5 ans déclare parler l'espagnol à la maison, alors que 13,70 % déclare l'anglais et 0,90 % une autre langue.

## Éducation
Somerton est desservie par le Somerton Elementary School District, le Crane Elementary School District et le Yuma Union High School District. Le centre d’apprentissage José Yepez du PPEP TEC High Schools est situé à Somerton. Somerton High School devrait ouvrir en août 2023.

## Événements
Somerton organise chaque année un festival Tamale qui profite aux étudiants de la région qui fréquenteront l’Arizona State University. Plus de 20000 visiteurs assistent au festival chaque année. Le festival est organisé par la section des anciens de l’Université d’État d’Arizona (ASU). Ce chapitre a été créé par des diplômés de l’ASU qui sont retournés travailler et vivre dans les régions de Yuma/Somerton/San Luis.
| 1920 | 1930 | 1940  | 1950  | 1960  | 1970  |
| ---- | ---- | ----- | ----- | ----- | ----- |
| 938  | 891  | 1 247 | 1 825 | 1 613 | 2 225 |

| 1980  | 1990  | 2000  | 2010   | - | - |
| ----- | ----- | ----- | ------ | - | - |
| 3 969 | 5 282 | 7 266 | 14 287 | - | - |